# 1690 au Canada
Pour un article plus général, voir Chronologie du Canada.
Cet article traite des événements qui se sont produits durant l'année 1690 au Canada.

## Événements

### Nouvelle-France
- 18 février : Raid contre Corlaer (1690). Les français massacrent une partie de la population anglaise de Schenectady.
- 27 mars : Raid sur Salmon Falls (1690).
- 2 juillet : Bataille de la Coulée Grou qui oppose français et iroquois. Les iroquois ont le dessus.
- 16 octobre : La Bataille de Québec (1690). La flotte anglaise de William Phips est repoussée par les canadiens de Louis Buade de Frontenac.

- Claude de Ramezay devient gouverneur de Trois-Rivières.

### Possessions anglaises
- Henry Kelsey part de York Factory à la Baie d'Hudson vers le territoire de la Saskatchewan.

## Décès
- 25 juillet : François Bailly, architecte et maître maçon.
- 5 août : Catherine Thierry, épouse de Jacques Lemoyne et mère d'une lignée de héros.
- Décembre : Jacques Le Moyne de Sainte-Hélène, soldat.